# مرد عنکبوتی: راهی به خانه نیست (موسیقی متن)
مرد عنکبوتی: راهی به خانه نیست (موسیقی متن اصلی فیلم) موسیقی متن فیلم کلمبیا پیکچرز / استودیو مارول استودیو مرد عنکبوتی: راهی به خانه نیست ساخته شده توسط مایکل جاکینو است. این آلبوم موسیقی متن توسط سونی کلاسیک در ۱۷ دسامبر ۲۰۲۱ منتشر شد.

## زمینه

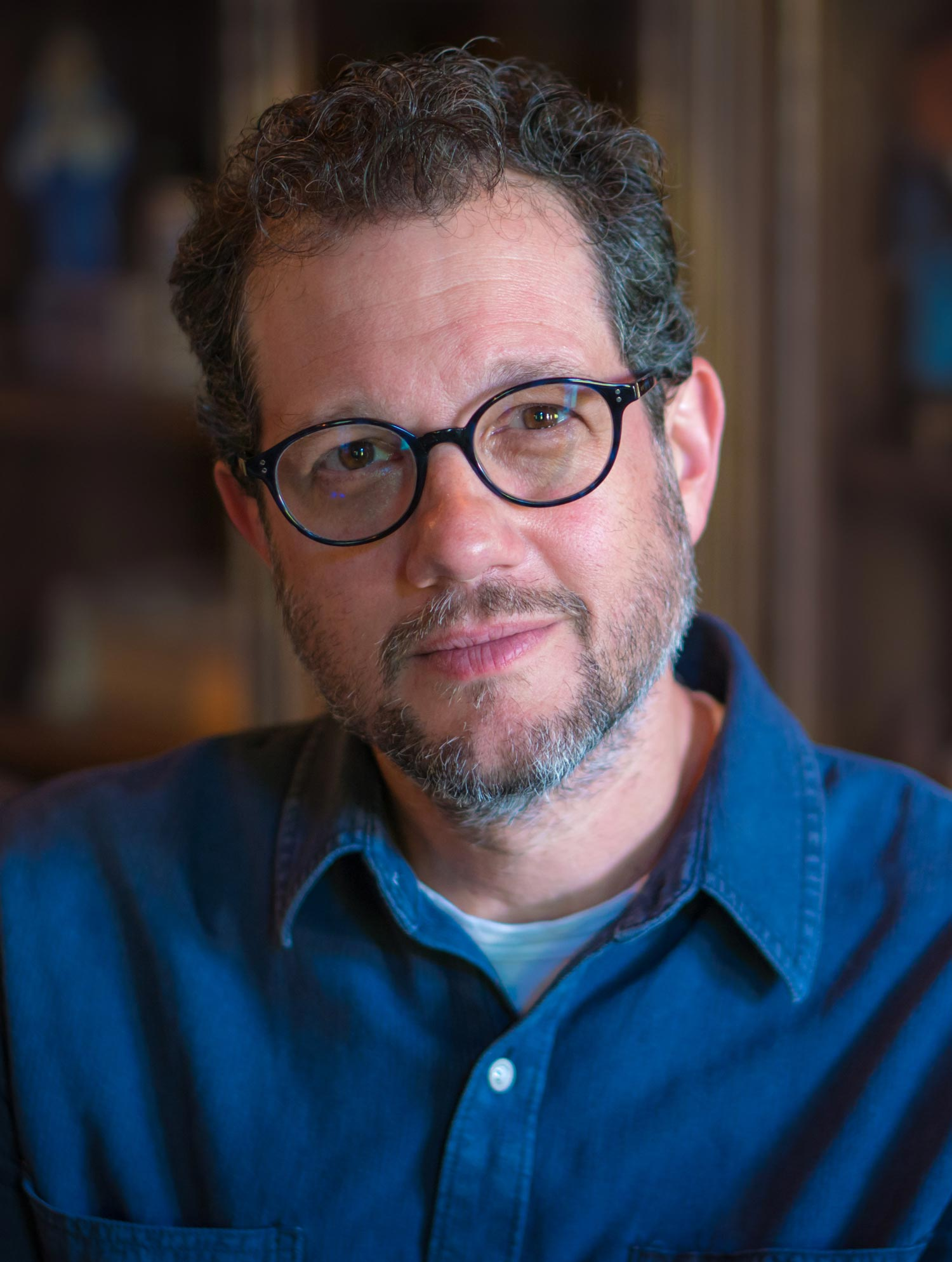
مایکل جیاکینو در نوامبر ۲۰۲۰ به عنوان آهنگساز فیلم بازگشت

مایکل جیاکینو، آهنگساز مرد عنکبوتی: بازگشت به خانه (۲۰۱۷) و مرد عنکبوتی: دور از خانه (۲۰۱۹) تأیید شد که در نوامبر ۲۰۲۰ آهنگ راهی به خانه نیست را دریافت می‌کند در ۹ دسامبر، تک آهنگی با عنوان «آراکنوورتور» منتشر شد و آهنگی دیگر با عنوان «از لابی خارج شوید» روز بعد منتشر شد. این موسیقی متن همچنین دارای موسیقی از موسیقی متن‌های قبلی مرد عنکبوتی توسط آهنگسازان دیگر فیلم از جمله هانس زیمر، جیمز هورنر و دنی الفمن، و همچنین تم جیاکینو برای دکتر استرنج (۲۰۱۶) است.

## لیست آهنگ
تمام موسیقی‌های ساخته شده توسط مایکل جیاکینو، مگر اینکه طور دیگری ذکر شده باشد.
| شماره      | نام                                                 | مدت   |
| ---------- | --------------------------------------------------- | ----- |
| ۱.         | «Intro to Fake News»                                | ۱:۱۱  |
| ۲.         | «World's Worst Friendly Neighbor»                   | ۰:۵۲  |
| ۳.         | «Damage Control» ()                                 | ۲:۱۷  |
| ۴.         | «Being a Spider Bites» ()                           | ۱:۰۵  |
| ۵.         | «Gone in a Flash» ()                                | ۱:۵۲  |
| ۶.         | «All Spell Breaks Loose» ()                         | ۳:۲۵  |
| ۷.         | «Otto Trouble» ()                                   | ۴:۱۹  |
| ۸.         | «Ghost Fighter in the Sky / Beach Blanket Bro Down» | ۲:۴۷  |
| ۹.         | «Strange Bedfellows»                                | ۱:۴۵  |
| ۱۰.        | «Sling vs Bling» ()                                 | ۵:۰۰  |
| ۱۱.        | «Octo Gone»                                         | ۳:۳۴  |
| ۱۲.        | «No Good Deed» ()                                   | ۵:۰۰  |
| ۱۳.        | «Exit Through the Lobby»                            | ۴:۱۵  |
| ۱۴.        | «A Doom With a View»                                | ۲:۰۰  |
| ۱۵.        | «Spider Baiting»                                    | ۱:۳۵  |
| ۱۶.        | «Liberty Parlance»                                  | ۱:۲۸  |
| ۱۷.        | «Monster Smash»                                     | ۱:۲۱  |
| ۱۸.        | «Arc Reactor» ()                                    | ۲:۵۷  |
| ۱۹.        | «Shield of Pain» ()                                 | ۴:۵۱  |
| ۲۰.        | «Goblin His Inner Demons»                           | ۳:۵۴  |
| مجموع مدت: | مجموع مدت:                                          | ۷۳:۵۴ |

## موسیقی اضافی
" I Zimbra " از تاکینگ هدز , " Native New Yorker " از Odyssey , "Scraper" از Liquid Liquid , " No Sleep 'Til Brooklyn " اثر بیستی بویز، "کنسرتو برای ۲ ویولن در G ماژور، RV 516" اثر آنتونیو ویوالدی، «عرشه سالن‌ها» ساخته توماس اولیفانت و «شماره جادویی» ساخته دی لا سول در این فیلم حضور دارند."Bailando Cumbia" ساخته دنی اوسونا در صحنه میانی فیلم‌ها حضور دارد. آهنگ‌های متعددی از موسیقی فیلم‌های قبلی مرد عنکبوتی، از جمله «عنوان اصلی» دنی الفمن و «وارد گابلین» از مرد عنکبوتی (۲۰۰۲)، «دک اوک متولد شده‌است» الفمن از اسپایدر- به عنوان مرجع در فیلم هستند. مرد ۲ (۲۰۰۴)، "عنوان اصلی - پیتر جوان" جیمز هورنر از مرد عنکبوتی شگفت‌انگیز (۲۰۱۲)، و "من الکتروم" هانس زیمر از مرد عنکبوتی شگفت‌انگیز ۲ (۲۰۱۴).

## نمودار
| نمودار (۲۰۲۲)                       | اوج موقعیت |
| ----------------------------------- | ---------- |
| آلبوم‌های بلژیکی (اولتراتاپ فلاندرز) | ۶۰         |

## یادداشت ها
1. ↑  This track references Giacchino's "And Now This..." from Spider-Man: Far From Home (2019).
2. ↑  This track references Giacchino's "Bridge and Love's Burning" from Spider-Man: Far From Home (2019).
3. 1 2 3 4  This track references Giacchino's theme from Doctor Strange (2016).[۳]
4. 1 2 3  This track references Danny Elfman's "Doc Ock is Born" from Spider-Man 2 (2004).[۳]
5. ↑  This track references Danny Elfman's "Enter the Goblin" from Spider-Man (2002).[۳]
6. ↑  This track references James Horner's "Main Title – Young Peter" from The Amazing Spider-Man (2012) and Danny Elfman's "Main Title" from Spider-Man (2002).[۳]